# Monument a Antoni Franch i Estalella
El Monument a Antoni Franch i Estalella és una obra del municipi d'Igualada (Anoia). Forma part de l'Inventari del Patrimoni Arquitectònic de Catalunya.

## Descripció
Escultura de bronze que ens mostra l'heroi de la guerra del Francès amb una espasa a la mà alçant-la en actitud clara de llançar-se a la lluita i avançant la cama disposant-se a començar a marxar sobre l'enemic. L'estàtua es troba a sobre d'una pilastra feta de pedra llisa amb una placa on hi figura el nom a qui està dedicada l'escultura. Antoni Franch i Estalella (1778-1885) va ésser un dels combatents més significatius de la guerra del Francès, en l'acció del Bruc, del 6 de juny de 1808. Batlle de la ciutat entre el 1808-1809. Pels seus mèrits va merèixer el grau de Tinent Coronel.